# Buse Coşkun
Buse Coşkun (Istanbul, 26 de maig de 1989) és una patinadora artística sobre gel turca que ha representat a Turquia en diverses competicions internacionals, p. ex. al Campionat Mundial Juvenil del 2006.